# Sierra de Vicort
La Sierra de Vicor, también llamada Sierra de Vicort o, comúnmente entre los habitantes de la zona, Sierra Vicora, es una serranía que se encuentra en la región más occidental de la provincia de Zaragoza (Aragón, España). El nombre popular en los pueblos cercanos es el de "la Vicora", aunque en referencias medievales aparece como Buycort. Con frecuencia se le atribuye erróneamente la etimología de Bicorne, más concorde con el topónimo del, no muy lejano, Puerto de la Bigornia (Soria).
Situada en la rama aragonesa de la Cordillera Ibérica, forma una gran alineación en la que más de 25 kilómetros separan sus puntos más extremos, los cuales se ubican al oeste, en El Frasno, y al Este, en Codos, lugar cerca del cual, poco antes de terminar por completo en llanura, deriva en dos pequeñas formaciones, llamadas Sierra del Espigar y Sierra Modorra.
Domina de forma abrupta el valle del río Grío por su vertiente norte, para descender más suavemente por su flanco sur hacia las plataformas de Mara y Sediles.
El Pico del Rayo, situado a 1427 m s. n. m., es la máxima elevación de esta sierra.
En sus laderas se puede encontrar una variada vegetación, predominando las encinas y los pinos. Junto a las formaciones arbóreas coexiste matorral mediterráneo diverso, formado por brezales con aliaga, tomillares mixtos con pastizales estacionales y lastonares mixtos.
El Pico de la Nevera, a escasos metros del Pico del Rayo, es la segunda cumbre más elevada de la cordillera alcanzando 1411 m s. n. m. En él se encuentran las instalaciones del Escuadrón de Vigilancia Aérea n°1 (E.V.A. 1), predominando el radar en forma de globo. Antiguamente, desde su creación en torno a los años 1950 y hasta principios de los 2000, eran dos los radares, muy próximos entre sí y con una característica pintura de camuflaje en fachada y cúpula. Dichos radares siguen presentes al formar parte del emblema del E.V.A. 1.
Las principales actividades agropecuarias se centran en el pastoreo de los pastos secos y los matorrales, y el cultivo de la cereza, la almendra y la oliva.
El aprovechamiento del bosque y la caza son, en gran medida, actividades desarrolladas en este espacio. En cuanto a caza predomina la batida del jabalí y del corzo.
Asimismo, uno de los mayores atractivos para el turismo es la temporada de setas en otoño, entre las que destaca el rebollón.